# 伊予櫻政行
伊予櫻 政行（いよざくら まさゆき、1961年3月20日 - ）は、愛媛県伊予郡松前町出身で高砂部屋に所属した元大相撲力士。現在は若者頭。本名は市来 政行（いちき まさゆき）。178cm、141kg。最高位は東十両11枚目（1984年11月場所）。得意技は押し、寄り。

## 経歴
松前町立松前中学校卒業後の1976年3月場所初土俵。本名を四股名とし、少しずつ番付を上げていき、1984年11月場所で新十両。このときに四股名を伊予櫻と改めた。しかし1場所で関取の地位を失い、以後は幕下での土俵が続いた。1988年3月場所限りで引退。引退後は若者頭に転じた。
愛媛県出身の関取は宮ノ花秀輝以来23年ぶりで、また伊予櫻の後は玉春日良二まで11年余り出なかった。

## 主な成績
- 通算成績：262勝234敗16休 (73場所) 勝率.528
- 十両成績：2勝13敗 (1場所) 勝率.133

## 場所別成績
| | 一月場所 初場所（東京） | 三月場所 春場所（大阪） | 五月場所 夏場所（東京） | 七月場所 名古屋場所（愛知） | 九月場所 秋場所（東京） | 十一月場所 九州場所（福岡） |
| --- | ----------------------- | ----------------------- | ----------------------- | --------------------------- | ----------------------- | --------------------------- |
| 1976年 （昭和51年） | x                       | （前相撲）              | 西序ノ口15枚目 5–2      | 東序二段71枚目 3–4          | 東序二段84枚目 4–3      | 東序二段66枚目 5–2          |
| 1977年 （昭和52年） | 東序二段16枚目 3–4      | 西序二段31枚目 2–5      | 東序二段60枚目 3–4      | 東序二段73枚目 5–2          | 東序二段40枚目 5–2      | 西三段目83枚目 3–4          |
| 1978年 （昭和53年） | 東序二段5枚目 4–3       | 西三段目70枚目 3–4      | 東三段目82枚目 3–4      | 東序二段2枚目 5–2           | 西三段目65枚目 4–3      | 東三段目48枚目 2–5          |
| 1979年 （昭和54年） | 東三段目71枚目 4–3      | 西三段目57枚目 3–4      | 西三段目73枚目 5–2      | 西三段目41枚目 5–2          | 西三段目14枚目 5–2      | 西幕下49枚目 2–5            |
| 1980年 （昭和55年） | 西三段目12枚目 4–3      | 西幕下57枚目 1–6        | 東三段目24枚目 4–3      | 東三段目11枚目 4–3          | 東幕下59枚目 4–3        | 東幕下42枚目 3–4            |
| 1981年 （昭和56年） | 西幕下54枚目 3–4        | 西三段目5枚目 3–4       | 東三段目15枚目 3–4      | 東三段目24枚目 6–1          | 西幕下46枚目 3–4        | 西幕下52枚目 5–2            |
| 1982年 （昭和57年） | 東幕下32枚目 4–3        | 東幕下26枚目 3–4        | 西幕下38枚目 4–3        | 東幕下31枚目 2–5            | 西幕下53枚目 5–2        | 東幕下39枚目 5–2            |
| 1983年 （昭和58年） | 東幕下26枚目 2–5        | 東幕下45枚目 4–3        | 東幕下33枚目 6–1        | 西幕下10枚目 1–6            | 西幕下32枚目 4–3        | 西幕下23枚目 休場 0–0–7     |
| 1984年 （昭和59年） | 東幕下58枚目 6–1        | 西幕下31枚目 5–2        | 西幕下14枚目 5–2        | 西幕下3枚目 4–3             | 西幕下2枚目 6–1         | 東十両11枚目 2–13           |
| 1985年 （昭和60年） | 西幕下14枚目 2–5        | 西幕下35枚目 6–1        | 西幕下15枚目 3–4        | 西幕下27枚目 6–1            | 東幕下12枚目 1–6        | 西幕下38枚目 5–2            |
| 1986年 （昭和61年） | 西幕下19枚目 2–3–2      | 西幕下41枚目 4–3        | 東幕下28枚目 4–3        | 西幕下20枚目 3–4            | 西幕下29枚目 4–3        | 西幕下19枚目 5–2            |
| 1987年 （昭和62年） | 西幕下10枚目 2–5        | 西幕下28枚目 5–2        | 西幕下16枚目 3–4        | 東幕下25枚目 2–5            | 東幕下44枚目 4–3        | 東幕下36枚目 4–3            |
| 1988年 （昭和63年） | 西幕下27枚目 3–4        | 東幕下36枚目 引退 –     | x                       | x                           | x                       | x                           |
| 各欄の数字は、「勝ち-負け-休場」を示す。 優勝 引退 休場 十両 幕下 三賞：敢=敢闘賞、殊=殊勲賞、技=技能賞 その他：★=金星 番付階級：幕内 - 十両 - 幕下 - 三段目 - 序二段 - 序ノ口 幕内序列：横綱 - 大関 - 関脇 - 小結 - 前頭（「#数字」は各位内の序列） |                         |                         |                         |                             |                         |                             |

## 改名歴
- 市来 政行（いちき まさゆき）1976年3月場所 - 1984年9月場所
- 伊予櫻 政行（いよざくら まさゆき）1984年11月場所 - 1988年3月場所